# Guido de Arezzo
Guido de Arezzo (en italiano: Guido d'Arezzo; Arezzo, c. 991/992 – 1050) fue un monje benedictino y teórico musical italiano que constituye una de las figuras centrales de la música de la Edad Media junto con Hucbaldo (840 – c. 930).
 Su fama como pedagogo fue legendaria en la Edad Media y hoy se le recuerda por el desarrollo de un sistema de notación que precisa la altura del sonido mediante líneas y espacios, así como por la difusión de un método de canto a primera vista basado en las sílabas ut, re, mi, fa, sol, la. Su Micrologus es el primer tratado completo sobre la práctica musical que incluye un análisis de la música polifónica y del canto llano. Fue empleado en los monasterios durante todo el periodo medieval y, a partir del siglo XIII, también en las universidades. Después del tratado de Boecio, fue el libro de instrucciones musicales más copiado y leído del medievo. Su texto se conserva en al menos 70 manuscritos desde el siglo XI hasta el XV. La Iglesia católica celebra su consagración el 31 de marzo.
El nombre de este monje aparece registrado en las fuentes con un gran número de variantes, entre las que se encuentran Guido Aretinus, Guido Aretino, Guido da Arezzo, Guido d'Arezzo, Guido Monaco, Guido Monaco Pomposiano, Guy de Arezzo o Guy d'Arezzo.

## Vida
Los acontecimientos que marcaron la trayectoria de Guido pueden ser reconstruidos a partir de la carta de dedicatoria al obispo Teodaldo recogida en el Micrologus, así como de la carta dirigida a su amigo, el hermano Miguel de Pomposa (Epistola ad Michaelem, también conocida como Epistola de ignoto cantu o Epistola de cantu ignoto). No obstante, estos dos documentos carecen de fechas.

### Primeros años
Nació en la localidad de Arezzo situada en la Toscana . La fecha de su nacimiento puede delimitarse al periodo de 990 a 999 gracias a la explicitación de un manuscrito del Micrologus, hoy perdido, pero en el que se afirmaba que su composición fue terminada a la edad de 34 años en el papado de Juan XIX (entre 1024 y 1033). Conforme a Smits van Waesberghe la obra data de alrededor de 1028-1032, por tanto su fecha de nacimiento estaría entre 994 y 998. En cambio, la datación del musicólogo suizo Hans Oesch en 1025-1026 situaría la fecha de nacimiento en torno a 991.

### Pomposa

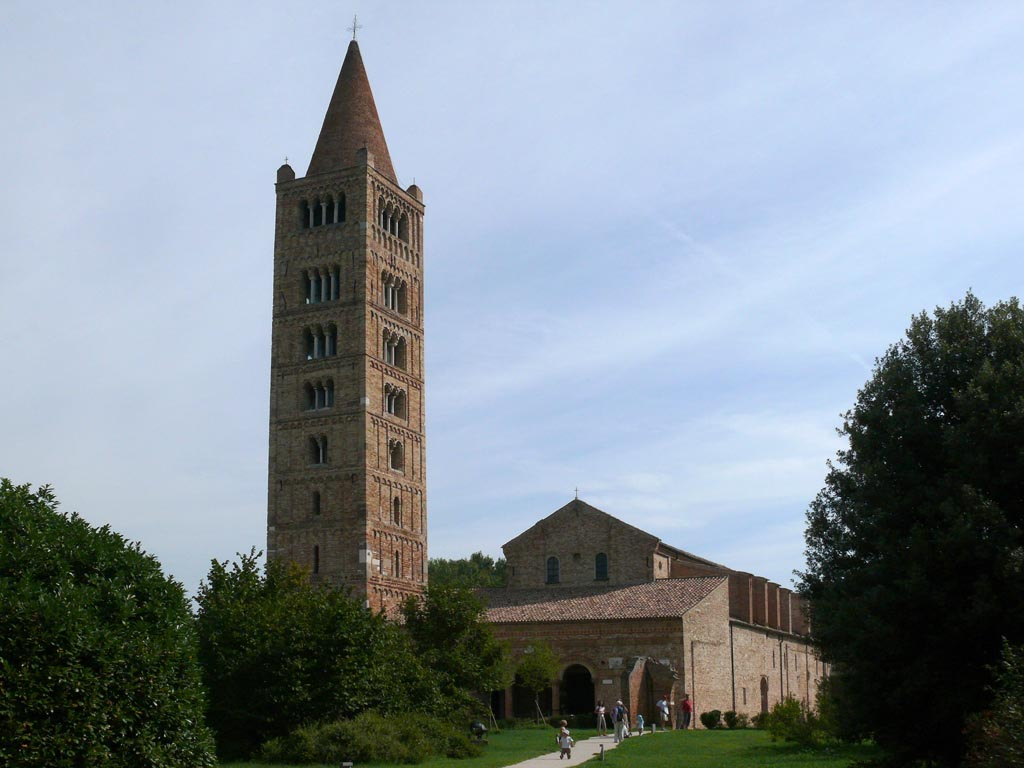
Abadía de Pomposa.

Sus primeros años de estudio transcurrieron en la abadía benedictina de Pomposa, ubicada en la costa adriática, cerca de Ferrara. Al parecer, Guido utilizó el tratado de música de Odo de Saint-Maur-des-Fossés y desarrolló allí sus principios de notación sobre pauta musical. Durante su tiempo en esta abadía se ganó la reputación de formar a los cantores para que aprendieran nuevas canciones en poco tiempo. 
Junto con otro hermano llamado Miguel, confeccionó un antifonario, que en la actualidad se ha perdido, que estaba anotado siguiendo un nuevo sistema. Estas innovaciones atrajeron la atención de otras zonas de Italia y este método se hizo famoso con gran rapidez en todo el norte de Italia. Sin embargo, en Pomposa despertaron la envidia y el desdén de sus hermanos benedictinos cuya hostilidad le obligó a marcharse.

### Arezzo y Roma

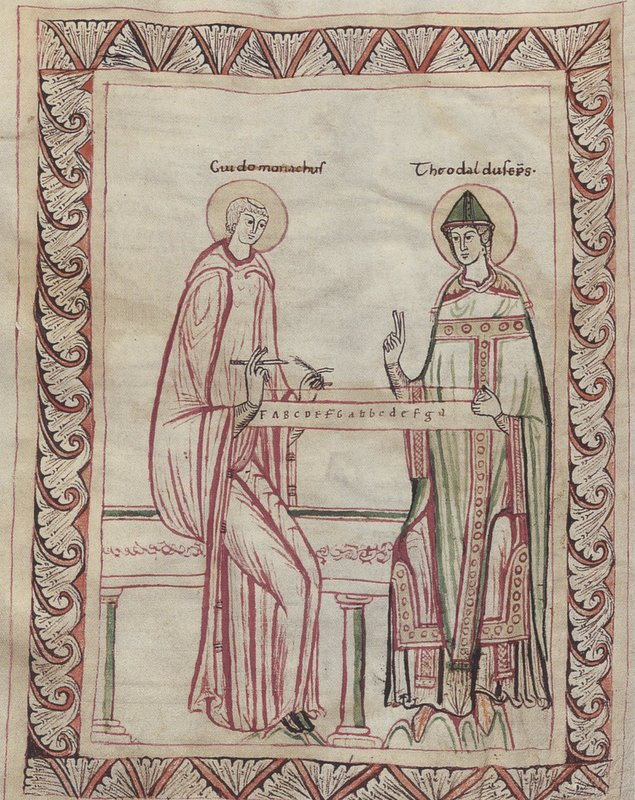
Guido (izquierda) mostrando a Teodaldo el monocordio, representado en un manuscrito medieval del.

Hacia 1025 se trasladó a Arezzo, donde no había ningún monasterio pero ingresó como maestro en la escuela catedralicia. Estuvo bajo la protección de Teodaldo, obispo de Arezzo entre 1023 y 1036. El obispo le encomendó la formación de los cantores para la catedral de la ciudad. Allí escribió su tratado principal titulado Micrologus de disciplina artis musicae, que fue encargado por Teodaldo y por tanto para él es la dedicatoria que hay recogida en la obra.
Es probable que poco después de su finalización, Guido fuera llamado a Roma por el Papa Juan XIX, que había visto u oído hablar del antifonario y de su peculiar notación, así como de sus novedosos métodos de enseñanza. Le acompañaron en esta visita, que tuvo lugar probablemente hacia 1028, Dom Pedro de Arezzo, prefecto de los canónigos, y Grimaldus de Arezzo, abad quizá de Badicroce, a 15 km al sur.

### Últimos años

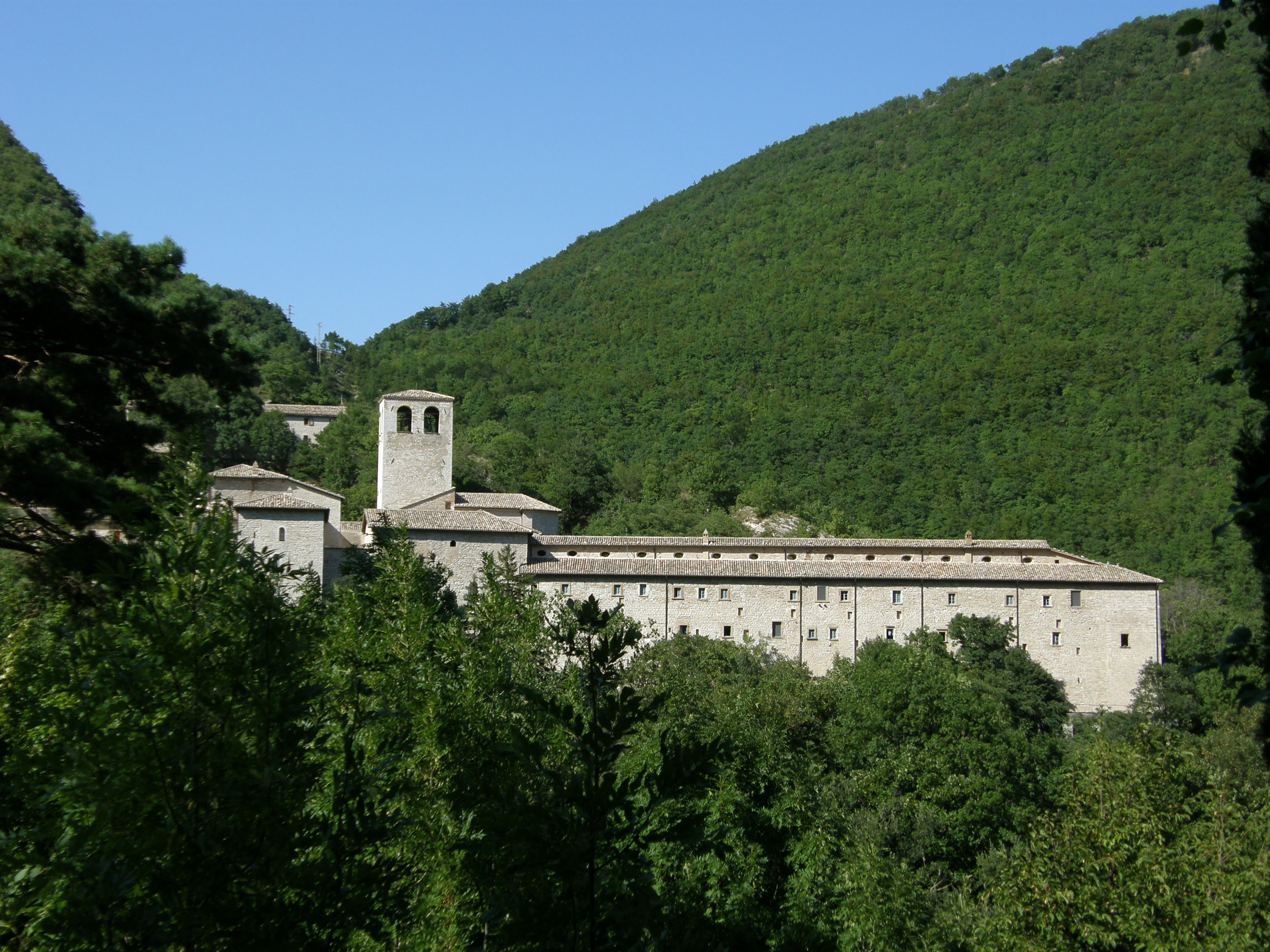
Monasterio Fonte Avellana.

Debido a su mala salud y al calor húmedo del verano, Guido abandonó Roma con la promesa de volver en invierno para explicar mejor su antifonario y su notación al papa y al clero. Visitó entonces al abad Guido de Pomposa, quien le aconsejó que evitara las ciudades, donde casi todos los obispos eran acusados de simonía, y se instalara en un monasterio, invitándole a volver a Pomposa. Al parecer, Guido eligió un monasterio cerca de Arezzo, probablemente el de Avellana, de la Orden de la Camáldula. Varios manuscritos camaldulenses son los más antiguos que muestran la notación guidoniana.
Entre los años 1040 y 1050 , Guido fue prior del monasterio de Pomposa, en el cual había madurado su vocación monástica y había vivido los primeros años como monje. Desde el año 1040 hasta el 1042, Guido vivió en Pomposa con su amigo Pier Damiani, en la casa de los maestros de los monjes y los novicios.[cita requerida]
Guido de Arezzo falleció en el Monasterio de Fonte Avellana en el año 1050. Algunas crónicas afirman que fue beatificado inmediatamente después de su muerte, pero no hay certeza de ello.[cita requerida]

## Obra
Guido desarrolló una serie de nuevas técnicas de enseñanza, como son el uso de la escala diatónica. Perfeccionó la escritura musical con la incorporación del tetragrama, que era una pauta musical de cuatro líneas horizontales precursora del pentagrama con la que se fijaban con mayor precisión las alturas del sonido, sistema parecido al actual, así como la notación neumática.
También fue el responsable de los nombres de las notas musicales. En la Edad Media las notas se denominaban por medio de las primeras letras del alfabeto A, B, C, D, E, F y G (comenzando por A: la nota la). En aquella época, solía cantarse un himno a san Juan el Bautista conocido como Ut queant laxis y atribuido a Pablo el Diácono, himno que tenía la particularidad de que cada frase musical empezaba con una nota superior a aquella con la que empezaba la que la precedía inmediatamente. Guido empleó la primera sílaba de cada frase de este himno para identificar las notas que con ella se entonaba. El texto en latín de ese himno reza así: 
| Nota                       | Texto original en latín                                                                                | Traducción |
| -------------------------- | --- | --- |
| Ut - Do Re Mi Fa Sol La Si | Ut queant laxis Resonare fibris Mira gestorum Famuli tuorum Solve polluti Labii reatum Sancte Ioannes. | Para que puedan exaltar a pleno pulmón las maravillas estos siervos tuyos perdona la falta de nuestros labios impuros San Juan. |

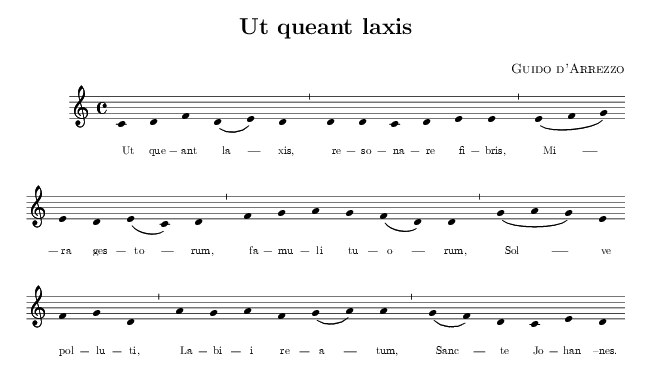
El himno a san Juan Bautista.

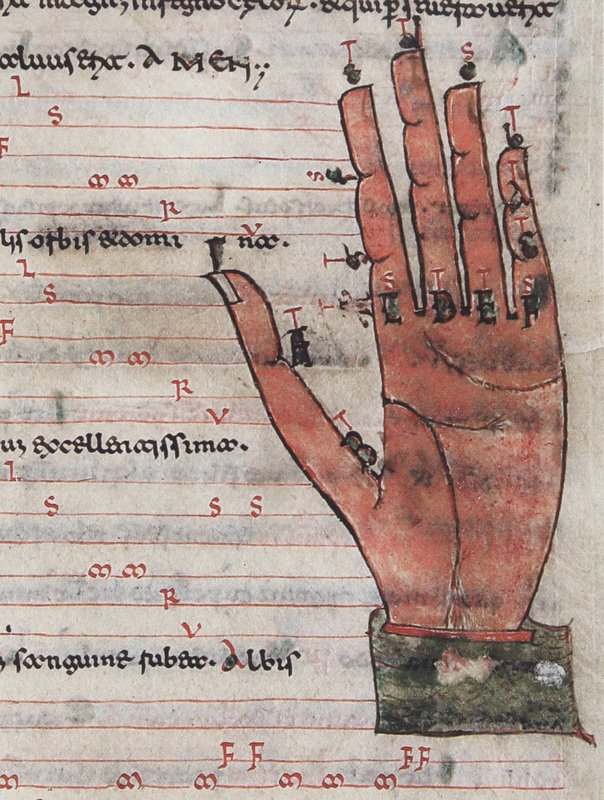
La mano guidoniana.

Guido de Arezzo denominó a este sistema de entonación solmisación (en latín, solmisatio), y más tarde se le denominó solfeo. Posteriormente, en el siglo XVII, Giovanni Battista Doni sustituyó la nota UT por DO, pues esta sílaba, por terminar en vocal, se adaptaba mejor al canto. A finales del siglo XVI, fue introducida por Anselmo de Flandes la séptima nota, que recibió el nombre de SI (de Sancte Ioannes). En los países a los que no llegaron los músicos latinos, se siguió empleando el antiguo sistema de las letras del alfabeto, y tales son los casos de los países anglosajones, de Alemania, y de los países escandinavos. Probablemente, este método está basado en su trabajo en Pomposa, pero el antifonario que escribió allí no se conserva. Sin embargo, su obra Micrologus, escrita en la catedral de Arezzo, contiene el método de enseñanza que desarrolló. A Guido también se le atribuye la invención de la mano guidoniana.
El papa Juan XIX invitó a Guido a Roma. Posiblemente fue en el año 1028, pero pronto tuvo que volver a Arezzo debido a problemas de salud. No se tienen datos posteriores, excepto que el antifonario perdido posiblemente se terminó en el año 1030.

### Escritos
Guido de Arezzo elaboró, entre otros, los siguientes escritos:
- Micrologus de disciplina artis musicae (ca. 1025-1026). Se encuentra firmado en un sitio del mundo
- Prologus in Antiphonarium.
- De ignoto cantu.
- Regulae rythmicae.
- Epistola ad Michaelem.

Su obra Micrologus fue el segundo tratado de música con mayor difusión en la Edad Media, tras las obras de Boecio. Los estudiosos datan la obra Micrologus en el año 1025 o 1026.

## Legado
Casi de forma inmediata a su muerte se escribieron comentarios sobre los trabajos de Guido, especialmente sobre el Micrologus. Uno de los más destacados es De musica de Johannes Cotto (fl. c. 1100), cuyo influyente tratado fue en gran parte un comentario que ampliaba y revisaba el Micrologus. Aribo (fl. c. 1068-78) también dedicó una parte sustancial de su De musica como comentario al capítulo 15 del Micrologus. Otros comentarios importantes son anónimos, como el Liber argumentorum y el Liber specierum (ambos anónimos italianos, 1050–1100); el Commentarius anonymus in Micrologum (anónimo belga o bávaro, c. 1070–1100); y el Metrologus (anónimo inglés, siglo XIII).
Tanto Guido de Arezzo como su obra son mencionados y homenajeados con frecuencia. La polémica misa Scala Aretina de 1702 de Francisco Valls toma su nombre del hexacordio de Guido. Lorenzo Nencini esculpió una estatua de este autor en 1847 que se encuentra en el Loggiato de los Uffizi en Florencia. En 1882 se le erigió una estatua en su Arezzo natal, esculpida por Salvino Salvini. Entre los tributos más recientes se puede citar el sistema de notación musical por ordenador GUIDO Music Notation, así como el "Concorso Polifónico Guido d'Arezzo" (Concurso Polifónico Internacional Guido d'Arezzo), organizado por la Fondazione Guido D'Arezzo en Arezzo. Una calle de Milán, Via Guido D'Arezzo, lleva su nombre.
En 1950 el Comitato Nazionale per le Onoranze a Guido Monaco (Comité Nacional para el Homenaje a Guido Monaco) organizó varios actos con motivo del noveno centenario de la muerte de Guido. Entre ellos hubo un concurso de monografías; Jos Smits van Waesberghe ganó con la obra en latín De musico-paedagogico et theoretico Guidone Aretino eiusque vita et moribus (La pedagogía musical del teórico Guido de Arezzo, su vida y su moral).